# Primera División 1900 (Argentinië)
In 1900 werd het negende seizoen gespeeld van de Primera División, de hoogste voetbaldivisie van Argentinië. English High School werd kampioen. 

## Eindstand
| Plaats | Club                | Wed. | W | G | V | Saldo | Ptn. |
| ------ | ------------------- | ---- | - | - | - | ----- | ---- |
| 1º     | English High School | 6    | 5 | 1 | 0 | 18:3  | 11   |
| 2º     | Lomas Athletic      | 6    | 2 | 1 | 3 | 9:9   | 5    |
| 3º     | Belgrano Athletic   | 6    | 2 | 0 | 4 | 8:13  | 4    |
| 4º     | Quilmes             | 6    | 2 | 0 | 4 | 9:19  | 4    |

|  | Kampioen |